# لغة أوكيناوا
لغة أوكيناوا الوسطى أو لغة أوكيناوا (沖縄口/ウチナーグチ Uchinaaguchi [ʔut͡ɕinaːɡut͡ɕi])، وهي لغة محلية مشتقة من اللغة اليابانية، يتحدث بها نحو 980 ألف نسمة في محافظة أوكيناوا. هي لغة ريوكيو الشمالية يتم التحدث بها في المقام الأول في النصف الجنوبي من جزيرة أوكيناوا، وكذلك في الجزر المحيطة بها من كيراما، كوميجيما، توناكي، أغوني، وعدد من الجزر المحيطية الصغيرة.
تتميز لغة الأوكيناوية الوسطى عن لهجة أوكيناوا الشمالية، التي تصنف بشكل مستقل كلغة كونيغامي. وقد تم تعيين كل من اللغات المهددة بالانقراض من قبل أطلس اليونسكو للغات العالم المهددة منذ إطلاقه في فبراير 2009.

## التاريخ
استخدمت الاوكيناوية كلغة رسمية للمملكة ريوكيو منذ عهد الملك شو شين (1477-1526). وعلاوة على ذلك تم بناء العاصمة السابقة شوري حول القصر الملكي وأصبحت اللغة المستخدمة من قبل الديوان الملكي المعيار الإقليمي القياسي للأدب، وبالتالي ازدهرت الأغاني والقصائد التي كتبت خلال تلك الحقبة.
- من داخل اليابان: لا ينظر إلى الاوكيناوية كلغة في حد ذاتها ولكن يشار إليها على أنها لهجة اوكيناوا (沖縄方言 أوكيناوا هوغن؟) أو بشكل أكثر تحديداً لهجة اوكيناواالوسطى واللهجات اوكيناوا الجنوبية (沖縄中南部諸方言 أوكيناوا Chūnanbu شو هوغن؟).

الاوكيناوية تشهد تحولاً في اللغة بحيث أنها تتغير إلى اليابانية. استخدام اللغة في أوكيناوا اليوم أبعد ما يكون عن الاستقرار. بسبب قيام الحكومة بتدريس اللغة اليابانية القياسية في نظام التعليم الموحد.
دعا أوتشينا شيباي ليتم الحفاظ على اللغة الاوكيناوية على قيد الحياة من خلال المسارح التي تضم الدراما المحلية وهذه المسرحيات تصور العادات والأخلاق المحلية في أوكيناوا.